# Crionic
Crionic ist eine tschechische Thrash-Metal-Band aus Přelouč, die im Jahr 1987 unter dem Namen Sailor gegründet wurde.

## Geschichte
Die Band wurde im Jahr 1987 unter dem Namen Sailor gegründet. Nach drei Konzerten entschieden sich die Mitglieder im Jahr 1991, den Bandnamen auf Crionic zu ändern. Nachdem die Band einige Lieder einstudiert hatte, unterschrieb sie einen Vertrag bei M.A.B. Records, worüber im Jahr 1993 das Debütalbum Different erschien. Anfang 1993 wurde für das Lied Mortal Anxiety ein Musikvideo produziert. Im selben Jahr trat die Band in Brno auf dem Storm Festival zusammen mit Bands wie Debustrol und Alkehol auf. Gegen Ende des Jahres folgte eine Tour durch Tschechien zusammen mit Kryptor und Tarantula. Im November 1994 wurde das Demo Big Bug aufgenommen. Durch das Demo erreichte die Band im Wettbewerb Marlboro In Rock das Viertelfinale, wodurch die Konzertaktivität zunahm. Im Herbst 1995 hielt tourte die Band zusammen mit Tarantula. Gegen Ende des Jahres folgte ein Auftritt zusammen mit Destruction. Anfang 1996 folgte das nächste Demo Ninety Six. Der Veröffentlichung folgten Auftritte das ganze Jahr über. Im Sommer 1997 verließ Sänger Martin Kočí die Band und wurde durch Zdeněk Vamberský ersetzt. Mitte April 1998 nahm die Band das nächste Demo Bring Out the Gymp auf. In den Folgejahren nahm die Band an diversen Bandcontests teil, ehe im Jahr 2001 Bassist Petr Bína die Band verließ. Mitte 2006 verließ Sänger Zdeněk Vamberský die Band wieder, woraufhin Kočí wieder zur Band zurückkehrte. Anfang 2007 folgten dann weitere Auftritte in Tschechien. Ende des Jahres begab sich die Band wieder ins Studio, um das Demo In the Saddle Again aufzunehmen.

## Stil
Die Band spielt Thrash Metal, der teilweise an die alten Werke von Sepultura erinnert.

## Diskografie
- 1992: Trvalá nesvoboda (Demo, Eigenveröffentlichung)
- 1992: Allegoric Tableau (Demo, Eigenveröffentlichung)
- 1993: Different (Album, M.A.B. Records)
- 1994: Big Bug (Demo, Eigenveröffentlichung)
- 1996: Ninety Six (Demo, Eigenveröffentlichung)
- 1998: Bring Out the Gymp (Demo, Eigenveröffentlichung)
- 2005: Pracovní nahrávka (Demo, Eigenveröffentlichung)
- 2007: In the Saddle Again (Demo, Eigenveröffentlichung)